# Fernando Coniglio
Fernando Coniglio (Laborde, 24 novembre 1991) è un calciatore argentino, attaccante della Puteolana.

## Caratteristiche tecniche
Gioca come centravanti.

## Palmarès
- Campionato argentino di seconda divisione: 1

Rosario Central: 2012-2013